# Plac Jana Pawła II w Rybniku
Plac Jana Pawła II – plac znajdujący się w centrum Rybnika, przed bazyliką św. Antoniego Padewskiego, na skrzyżowaniu ul. Powstańców Śląskich z ul. Mikołowską. Znajduje się na nim czterometrowy  pomnik Jana Pawła II, wykonany z brązu. 
Plac w 2012 r. został zrewitalizowany, na podstawie projektu pracowni toprojekt. Projekt nagrodzony został przez Towarzystwo Urbanistów Polskich, zdobywając pierwszą nagrodę w kategorii miejska przestrzeń publiczna.

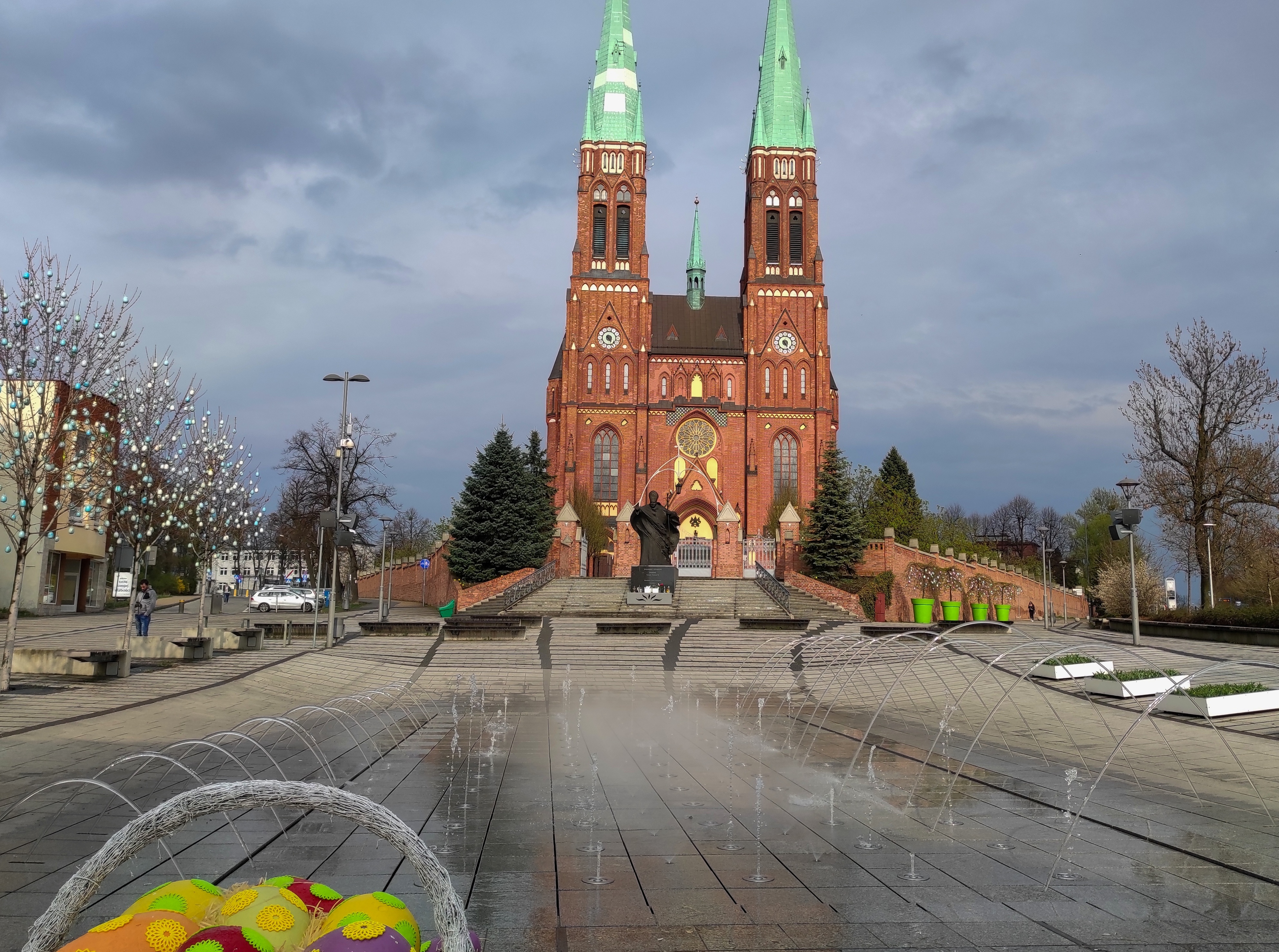
Fontanna na placu przed bazyliką

Przed placem znajduje się fontanna.